# Nereis usticensis
Nereis usticensis är en ringmaskart som beskrevs av Cantone, Catalono och Badalamenti 2003. Nereis usticensis ingår i släktet Nereis och familjen Nereididae. Inga underarter finns listade i Catalogue of Life.